# Hakuba
Hakuba (白馬村, Hakuba-mura?) è un villaggio del distretto di Kitaazumi (prefettura di Nagano), in Giappone.
Stazione sciistica attrezzata, tra l'altro, con il trampolino Hakuba e il centro per lo sci di fondo Snow Harp, ha ospitato alcune gare dei XVIII Giochi olimpici invernali di Nagano 1998.

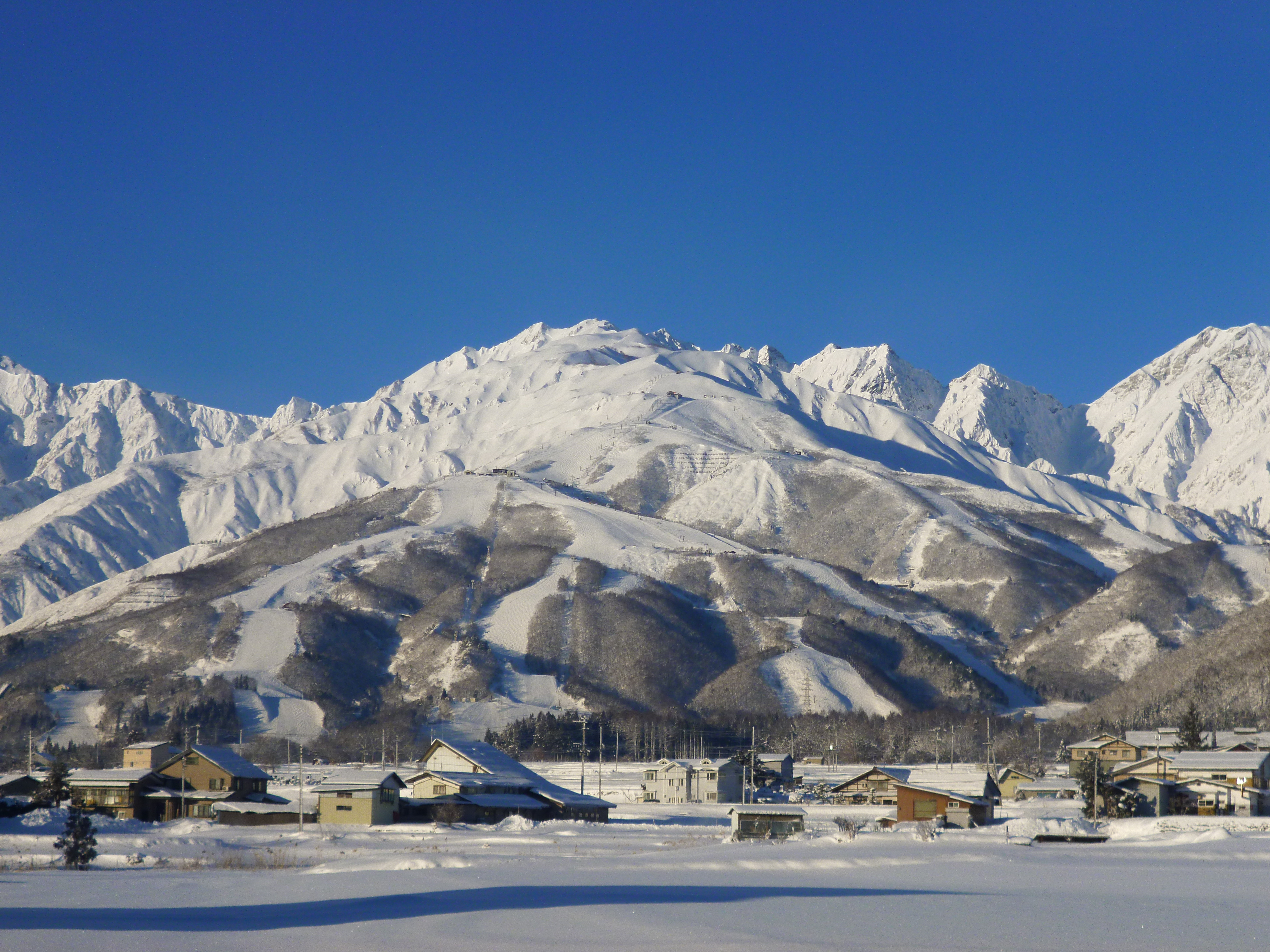
Hakuba Happo-one Stazione sciistica

## Amministrazione

### Gemellaggi
- Lech am Arlberg